# Morawa Południowa
Morawa Południowa (serb. Јужна Морава) – rzeka w Serbii, która się łączy z Morawą Zachodnią w środkowej Serbii, tworząc Morawę. Rzeka ma długość 295 km.

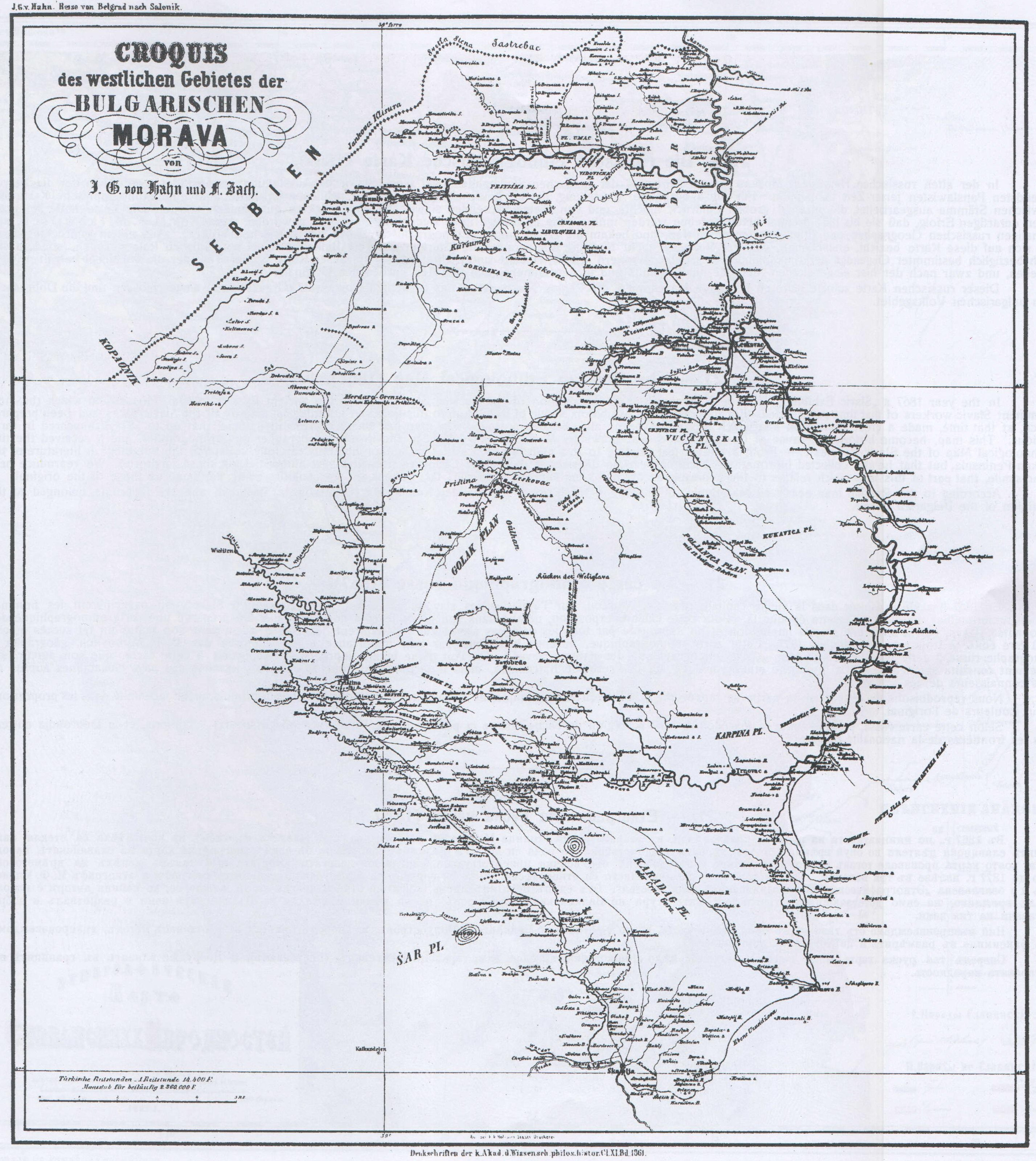
Etnograficzna mapa doliny Morawy, podpisana przez Hahna i Zacha

W 1861 tereny leżące na jej lewym brzegu były badane etnograficznie przez austriackiego dyplomatę Johanna Georga von Hahna oraz Franciszka Zacha, czeskiego generała w służbie serbskiej..